# 206 av. J.-C.
Cette page concerne l'année 206 av. J.-C. du calendrier julien proleptique.

## Événements
- 23 février (15 mars du calendrier romain) : début à Rome du consulat de Quintus Caecilius Metellus et Lucius Veturius Philo[1].
  - Les deux consuls ravagent le territoire des alliés d’Hannibal Barca dans le Bruttium à partir de Consentia[2].

- Printemps : le général romain Publius Cornelius Scipio, futur Scipio Africanus Major ou Scipion l'Africain, défait les Carthaginois en Espagne à la bataille d'Ilipa (Séville) avec l’aide des chefs ibères[3]. Rome contrôle l’Espagne (Hispanie). L’argent espagnol afflue à Rome. L’équilibre financier est rétabli.
  - Fondation d'Italica par Scipion pour les vétérans blessés à Ilipa[4].
- Été : après sa victoire, Scipion l'Africain prend contact avec des princes numides. Il rencontre à Gadès Massinissa, fils du roi des Massyles Gaia. Accompagné de Laelius, il se rend à Siga auprès du chef des Massaessyles Syphax qui reçoit le même jour le carthaginois Hasdrubal Gisco[5].
  - Syphax, d’abord rallié aux Romains, épouse en 205 une princesse carthaginoise, Sophonisbe, fille d’Hasdrubal, et rompt avec Scipion[5]. Gaia est allié aux Carthaginois. Scipion apprend que son fils Massinissa se prépare à rejoindre les troupes carthaginoises en Espagne avec cinq mille cavaliers. Scipion ayant fait prisonnier un jeune prince Massyle, le renvoie auprès de Massinissa, qui accueille favorablement les propositions d’alliance de Scipion, car il désire se venger de Syphax, qui occupe une partie de son royaume grâce à l’appui des Carthaginois[6].
  - À la mort de Gaia, son frère Œzalces, un vieillard, règne quelques mois sur les Massyles. Ses fils Capussa et Lacumazes, appuyé par son tuteur Mazaetullus, luttent pour le trône. L’aîné est tué, et Massinissa devient le plus âgé des princes royaux. Selon la coutume, le pouvoir lui revient. Mais Mazaetullus fait monter sur le trône son protégé, Lacumazes. Masinissa rentre alors d’Espagne, obtient le soutien du roi de Maurétanie et des troupes de son père, et chasse les usurpateurs[7].
- Automne : en Égypte, des rebelles conduits par Harmachis s'emparent du temple d'Edfou en Thébaïde, puis marchent vers le nord, chassent les Grecs de Thèbes et occupent la ville jusqu'en 186 av. J.-C.[8].
- Hiver : capitulation de Gadès, qui se rallie à la République romaine. Magon prend ses quartiers d'hiver aux Baléares.
- Décembre : prise et pillage de Xianyang par Xiang Yu. Début de la guerre Chu-Han entre Xiang Yu et Liu Bang, fondateur de la dynastie Han en Chine (fin en 202 av. J.-C.)[9].

- Le roi séleucide Antiochos III qui a fait la conquête de l'Arménie, de la Parthie et de la Bactriane, atteint l'Indus par la vallée du Kaboul. Il signe un accord avec divers princes indiens de la région du Pendjab, dont le roi Sophagasenus, qui lui fournissent des éléphants de guerre[10].
- Philippe V de Macédoine conclut une paix séparée avec la Ligue étolienne[11].
- Constitution de la Fédération crétoise sous l’autorité de Philippe V de Macédoine (206/205 av. J.-C.)[12].

## Décès
- Janvier : Ziying, dernier empereur de la dynastie Qin.